# Liste von Sakralbauten in Osnabrück
Die Liste von Sakralbauten in Osnabrück führt Kirchen, Kapellen und sonstige Sakralbauten in Osnabrück, Niedersachsen, auf.

## Kirchen

### Katholisch
Sämtliche katholischen Kirchen in Osnabrück gehören dem Dekanat Osnabrück-Stadt des Bistums Osnabrück an.
| Abbildung | Name                                     | Standort                                    | Bauzeit         | Besonderheiten                 |
| --- | ---------------------------------------- | ------------------------------------------- | --------------- | ------------------------------ |
| | Dom St. Peter                            | Innenstadt 52° 16′ 39,2″ N, 8° 2′ 41,7″ O   | 11. Jahrhundert | Baudenkmal                     |
| | Kleine Kirche                            | Innenstadt 52° 16′ 40,4″ N, 8° 2′ 42,9″ O   | 1682–1685       | Baudenkmal                     |
| | Herz-Jesu-Kirche                         | Innenstadt 52° 16′ 35,3″ N, 8° 2′ 56″ O     | 1898–1902       | Baudenkmal                     |
| | St. Johann                               | Innenstadt 52° 16′ 14,1″ N, 8° 3′ 6,3″ O    | 1256–1292       | Baudenkmal                     |
| | St. Barbara                              | Westerberg 52° 17′ 15″ N, 8° 1′ 27,2″ O     | 1962–1963       | Baudenkmal                     |
| | Gertrudenkirche                          | Sonnenhügel 52° 17′ 0,4″ N, 8° 2′ 51,4″ O   | 13. Jahrhundert | Baudenkmal                     |
| | Heilig-Geist-Kirche                      | Sonnenhügel 52° 17′ 48,7″ N, 8° 3′ 10,2″ O  | 1954–1955       |                                |
| | Liebfrauenkirche                         | Eversburg 52° 18′ 24,8″ N, 7° 59′ 41,2″ O   | 1922–1923       | Baudenkmal                     |
| | Burgkapelle Maria Trost                  | Eversburg 52° 18′ 27″ N, 7° 59′ 46,2″ O     | 1701            | Baudenkmal                     |
| | Kapelle Gut Leye                         | Atter 52° 17′ 44,2″ N, 7° 57′ 54″ O         | 1906            | Baudenkmal                     |
| | St. Matthias                             | Pye 52° 19′ 20,4″ N, 7° 59′ 51,1″ O         | 1975–1976       |                                |
| | Klosterkirche St. Angela                 | Haste 52° 18′ 6,6″ N, 8° 2′ 33,6″ O         | 1904            | Baudenkmal                     |
| | Christus-König-Kirche                    | Haste 52° 18′ 19,7″ N, 8° 2′ 56,3″ O        | 1934            | Baudenkmal                     |
| | Gutskapelle Mariä Unbefleckte Empfängnis | Haste 52° 18′ 41,4″ N, 8° 3′ 59,6″ O        | 1853            | Baudenkmal                     |
| Bild gesucht Die Wikipedia wünscht sich an dieser Stelle ein Bild vom hier behandelten Ort. Falls du dabei helfen möchtest, erklärt die Anleitung , wie das geht. BW | Hauskapelle Kloster Nette                | Haste 52° 18′ 38,3″ N, 8° 3′ 57,9″ O        |                 |                                |
| Bild gesucht Die Wikipedia wünscht sich an dieser Stelle ein Bild vom hier behandelten Ort. Falls du dabei helfen möchtest, erklärt die Anleitung , wie das geht. BW | St. Franzkisus                           | Dodesheide 52° 18′ 3,6″ N, 8° 4′ 0,7″ O     | 1965            | Baudenkmal                     |
| Bild gesucht Die Wikipedia wünscht sich an dieser Stelle ein Bild vom hier behandelten Ort. Falls du dabei helfen möchtest, erklärt die Anleitung , wie das geht. BW | St. Elisabeth                            | Weststadt 52° 16′ 22,8″ N, 8° 1′ 10,4″ O    | 1953            |                                |
| Bild gesucht Die Wikipedia wünscht sich an dieser Stelle ein Bild vom hier behandelten Ort. Falls du dabei helfen möchtest, erklärt die Anleitung , wie das geht. BW | St. Wiho                                 | Hellern 52° 15′ 31,6″ N, 8° 0′ 2,3″ O       | 1956            |                                |
| | Heilig-Kreuz-Kirche                      | Schinkel 52° 16′ 53,4″ N, 8° 4′ 31,5″ O     | 1932–1933       | Baudenkmal                     |
| | St. Maria Rosenkranz                     | Schinkel-Ost 52° 16′ 59,3″ N, 8° 5′ 41,6″ O | 1913–1914       | Baudenkmal                     |
| | St. Bonifatius                           | Widukindland 52° 17′ 37,4″ N, 8° 5′ 44,8″ O | 1959            |                                |
| | St. Pius                                 | Kalkhügel 52° 15′ 27,3″ N, 8° 2′ 22,8″ O    | 1958–1959       |                                |
| Bild gesucht Die Wikipedia wünscht sich an dieser Stelle ein Bild vom hier behandelten Ort. Falls du dabei helfen möchtest, erklärt die Anleitung , wie das geht. BW | Maria Königin des Friedens               | Sutthausen 52° 14′ 20,5″ N, 8° 1′ 23,8″ O   | 1956–1957       | Baudenkmal                     |
| | Kapelle Gut Sutthausen                   | Sutthausen 52° 14′ 2,7″ N, 8° 0′ 53,7″ O    | 1893–1894       | Baudenkmal                     |
| | St. Joseph                               | Schölerberg 52° 15′ 38,6″ N, 8° 3′ 37″ O    | 1913–1917       | Baudenkmal                     |
| | Heilige Familie                          | Schölerberg 52° 15′ 13,5″ N, 8° 4′ 42,1″ O  | 1960–1961       | Kolumbariumskirche. Baudenkmal |
| | St. Ansgar                               | Nahne 52° 14′ 47,9″ N, 8° 3′ 33,2″ O        |                 |                                |
| Bild gesucht Die Wikipedia wünscht sich an dieser Stelle ein Bild vom hier behandelten Ort. Falls du dabei helfen möchtest, erklärt die Anleitung , wie das geht. BW | Maria-Hilfe der Christen                 | Lüstringen 52° 16′ 9,5″ N, 8° 7′ 29,3″ O    | 1955            |                                |
| Bild gesucht Die Wikipedia wünscht sich an dieser Stelle ein Bild vom hier behandelten Ort. Falls du dabei helfen möchtest, erklärt die Anleitung , wie das geht. BW | St. Antonius                             | Voxtrup 52° 14′ 47,9″ N, 8° 6′ 29,9″ O      | 1932–1934       | Baudenkmal                     |

### Alt-Katholisch
→ Siehe Bonnuskirche

### Evangelisch-lutherisch
Die evangelisch-lutherischen Kirchen in Osnabrück gehören bis auf die Apostelkirche dem Kirchenkreis Osnabrück an. Die Apostelkirche in Sutthausen gehört aufgrund ihrer Geschichte zum Kirchenkreis Georgsmarienhütte.
| Abbildung | Name                 | Standort                                    | Bauzeit         | Besonderheiten                                                 |
| --- | -------------------- | ------------------------------------------- | --------------- | -------------------------------------------------------------- |
| | St. Katharinen       | Innenstadt 52° 16′ 23,4″ N, 8° 2′ 33,8″ O   | 13. Jahrhundert | Baudenkmal                                                     |
| | St. Marien           | Innenstadt 52° 16′ 39,9″ N, 8° 2′ 30,8″ O   | 13. Jahrhundert | Baudenkmal                                                     |
| | Bonnuskirche         | Weststadt 52° 16′ 9″ N, 8° 0′ 26,4″ O       | 1962–1964       | mitgenutzt durch die Alt-Katholische Pfarrgemeinde. Baudenkmal |
| Bild gesucht Die Wikipedia wünscht sich an dieser Stelle ein Bild vom hier behandelten Ort. Falls du dabei helfen möchtest, erklärt die Anleitung , wie das geht. BW | Jakobuskirche        | Schinkel-Ost 52° 16′ 43,1″ N, 8° 5′ 58,6″ O | 1985            |                                                                |
| Bild gesucht Die Wikipedia wünscht sich an dieser Stelle ein Bild vom hier behandelten Ort. Falls du dabei helfen möchtest, erklärt die Anleitung , wie das geht. BW | Markuskirche         | Westerberg 52° 17′ 27,6″ N, 8° 1′ 2,5″ O    |                 |                                                                |
| | Martinskirche        | Hellern 52° 15′ 48,6″ N, 7° 59′ 7,2″ O      | 1953–1955       |                                                                |
| | Matthäuskirche       | Sonnenhügel 52° 17′ 36″ N, 8° 3′ 0,8″ O     | 1960            | Baudenkmal                                                     |
| Bild gesucht Die Wikipedia wünscht sich an dieser Stelle ein Bild vom hier behandelten Ort. Falls du dabei helfen möchtest, erklärt die Anleitung , wie das geht. BW | Paul-Gerhardt-Kirche | Haste 52° 18′ 33,6″ N, 8° 2′ 38,2″ O        |                 | Baudenkmal                                                     |
| | Pauluskirche         | Schinkel 52° 16′ 49,9″ N, 8° 4′ 46,4″ O     | 1928–1929       | Baudenkmal                                                     |
| St. Michaelis in Eversburg | St. Michaelis        | Eversburg 52° 18′ 2,2″ N, 8° 0′ 1,1″ O      |                 | Baudenkmal                                                     |
| | Stephanuskirche      | Atter 52° 17′ 31,5″ N, 7° 57′ 3,7″ O        |                 |                                                                |
| Bild gesucht Die Wikipedia wünscht sich an dieser Stelle ein Bild vom hier behandelten Ort. Falls du dabei helfen möchtest, erklärt die Anleitung , wie das geht. BW | Lukaskirche          | Schölerberg 52° 15′ 19,5″ N, 8° 4′ 27″ O    | 1965            |                                                                |
| | Lutherkirche         | Schölerberg 52° 15′ 37,6″ N, 8° 3′ 24,8″ O  | 1907–1909       | Baudenkmal                                                     |
| | Margaretenkirche     | Voxtrup 52° 15′ 29,5″ N, 8° 6′ 2,9″ O       | 1960–1963       |                                                                |
| Bild gesucht Die Wikipedia wünscht sich an dieser Stelle ein Bild vom hier behandelten Ort. Falls du dabei helfen möchtest, erklärt die Anleitung , wie das geht. BW | Thomaskirche         | Dodesheide 52° 18′ 10,3″ N, 8° 4′ 7,1″ O    | 1963–1965       |                                                                |
| | Timotheuskirche      | Widukindland 52° 17′ 40,1″ N, 8° 5′ 49,3″ O | 1959            | Baudenkmal                                                     |
| Bild gesucht Die Wikipedia wünscht sich an dieser Stelle ein Bild vom hier behandelten Ort. Falls du dabei helfen möchtest, erklärt die Anleitung , wie das geht. BW | Petruskirche         | Lüstringen 52° 16′ 23,2″ N, 8° 7′ 33,2″ O   | 1957            |                                                                |
| Bild gesucht Die Wikipedia wünscht sich an dieser Stelle ein Bild vom hier behandelten Ort. Falls du dabei helfen möchtest, erklärt die Anleitung , wie das geht. BW | Apostelkirche        | Sutthausen 52° 13′ 57,1″ N, 8° 1′ 29,7″ O   | 1954            |                                                                |

### Evangelisch-reformiert
Die evangelisch-reformierten Kirchen in Osnabrück gehören zum Synodalverband Emsland/Osnabrück.
| Abbildung | Name           | Standort                                   | Bauzeit   | Besonderheiten |
| --- | -------------- | ------------------------------------------ | --------- | -------------- |
| | Bergkirche     | Westerberg 52° 16′ 36,6″ N, 8° 2′ 8,8″ O   | 1892–1893 | Baudenkmal     |
| Bild gesucht Die Wikipedia wünscht sich an dieser Stelle ein Bild vom hier behandelten Ort. Falls du dabei helfen möchtest, erklärt die Anleitung , wie das geht. BW | Friedenskirche | Schölerberg 52° 15′ 57,4″ N, 8° 3′ 28,9″ O | 1925–1926 | Baudenkmal     |

### Evangelisch-methodistisch
| Abbildung | Name           | Standort                            | Bauzeit | Besonderheiten |
| --------- | -------------- | ----------------------------------- | ------- | -------------- |
|           | Christuskirche | Wüste 52° 16′ 5,5″ N, 8° 2′ 36,7″ O |         |                |

### Selbständige Evangelisch-Lutherische Kirche (SELK)
| Abbildung | Name                   | Standort                                  | Bauzeit | Besonderheiten |
| --- | ---------------------- | ----------------------------------------- | ------- | -------------- |
| Bild gesucht Die Wikipedia wünscht sich an dieser Stelle ein Bild vom hier behandelten Ort. Falls du dabei helfen möchtest, erklärt die Anleitung , wie das geht. BW | Dreieinigkeitsgemeinde | Westerberg 52° 16′ 48,6″ N, 8° 2′ 14,7″ O |         | Baudenkmal     |

### Freikirchen
| Abbildung | Name                     | Standort                                   | Bauzeit | Besonderheiten                                              |
| --- | ------------------------ | ------------------------------------------ | ------- | ----------------------------------------------------------- |
| Bild gesucht Die Wikipedia wünscht sich an dieser Stelle ein Bild vom hier behandelten Ort. Falls du dabei helfen möchtest, erklärt die Anleitung , wie das geht. BW | Andreas-Gemeinde         | Kalkhügel 52° 15′ 8,6″ N, 8° 2′ 50,1″ O    |         | Ev. Freikirche                                              |
| | Die Christengemeinschaft | Schölerberg 52° 15′ 38,1″ N, 8° 3′ 19,7″ O | 1875    | Nutzung der Johanneskapelle am Johannisfriedhof. Baudenkmal |

### Evangelische Freikirche (Baptisten)
| Abbildung | Name               | Standort                             | Bauzeit   | Besonderheiten |
| --- | ------------------ | ------------------------------------ | --------- | -------------- |
| Bild gesucht Die Wikipedia wünscht sich an dieser Stelle ein Bild vom hier behandelten Ort. Falls du dabei helfen möchtest, erklärt die Anleitung , wie das geht. BW | Neues Gemeindehaus | Wüste 52° 15′ 47,4″ N, 8° 2′ 26,4″ O | 1994–1996 |                |

### Katholisch-apostolische Gemeinde
| Abbildung | Name                           | Standort                             | Bauzeit | Besonderheiten                                                               |
| --------- | ------------------------------ | ------------------------------------ | ------- | ---------------------------------------------------------------------------- |
|           | Katholisch-apostolische Kirche | Wüste 52° 16′ 15,6″ N, 8° 2′ 16,7″ O | 1890    | In Trägerschaft des Vereins Katholisch-Apostolische Gemeinde Osnabrück e. V. |

### Neuapostolische Kirchen
| Abbildung | Name                                  | Standort                           | Bauzeit | Besonderheiten |
| --- | ------------------------------------- | ---------------------------------- | ------- | -------------- |
| Bild gesucht Die Wikipedia wünscht sich an dieser Stelle ein Bild vom hier behandelten Ort. Falls du dabei helfen möchtest, erklärt die Anleitung , wie das geht. BW | Neuapstolische Kirche Osnabrück-Mitte | Wüste 52° 15′ 59,4″ N, 8° 2′ 51″ O |         |                |

### Jehovas Zeugen
| Abbildung | Name                                                | Standort                                 | Bauzeit | Besonderheiten |
| --- | --------------------------------------------------- | ---------------------------------------- | ------- | -------------- |
| Bild gesucht Die Wikipedia wünscht sich an dieser Stelle ein Bild vom hier behandelten Ort. Falls du dabei helfen möchtest, erklärt die Anleitung , wie das geht. BW | Königreichssaal der Zeugen Jehovas (Osnabrück-Süd)  | Hellern 52° 15′ 45,6″ N, 8° 0′ 1,9″ O    |         |                |
| Bild gesucht Die Wikipedia wünscht sich an dieser Stelle ein Bild vom hier behandelten Ort. Falls du dabei helfen möchtest, erklärt die Anleitung , wie das geht. BW | Königreichssaal der Zeugen Jehovas (Osnabrück-Nord) | Dodesheide 52° 18′ 1,2″ N, 8° 4′ 12,6″ O |         |                |

### Pfingstbewegung
| Abbildung | Name                       | Standort                                  | Bauzeit | Besonderheiten |
| --- | -------------------------- | ----------------------------------------- | ------- | -------------- |
| | Freikirche Lebensquelle    | Innenstadt 52° 16′ 29,6″ N, 8° 3′ 12,7″ O |         |                |
| Bild gesucht Die Wikipedia wünscht sich an dieser Stelle ein Bild vom hier behandelten Ort. Falls du dabei helfen möchtest, erklärt die Anleitung , wie das geht. BW | Christus-Centrum Osnabrück | Kalkhügel 52° 15′ 21,6″ N, 8° 2′ 53,7″ O  |         |                |

### Siebenten-Tags-Adventisten
| Abbildung | Name       | Standort                             | Bauzeit | Besonderheiten |
| --- | ---------- | ------------------------------------ | ------- | -------------- |
| Bild gesucht Die Wikipedia wünscht sich an dieser Stelle ein Bild vom hier behandelten Ort. Falls du dabei helfen möchtest, erklärt die Anleitung , wie das geht. BW | Adventhaus | Wüste 52° 15′ 50,9″ N, 8° 1′ 50,7″ O |         |                |

### Rum.-Orthodoxe Kirche
| Abbildung | Name                | Standort                                  | Bauzeit   | Besonderheiten |
| --------- | ------------------- | ----------------------------------------- | --------- | --- |
|           | Mutter Gottes Maria | Sonnenhügel 52° 18′ 1,2″ N, 8° 3′ 25,5″ O | 1964–1966 | Bis 2008 wurde das Gebäude als Erlöserkirche durch die evangelisch-reformierte Gemeinde Osnabrück genutzt. Baudenkmal |

### Serbisch-Orthodoxe Kirche
| Abbildung | Name           | Standort                                  | Bauzeit | Besonderheiten |
| --------- | -------------- | ----------------------------------------- | ------- | -------------- |
|           | Heiliger Georg | Eversburg 52° 17′ 45,9″ N, 7° 59′ 56,2″ O |         | Baudenkmal     |

### Kirche Jesu Christi der Heiligen der Letzten Tage
| Abbildung | Name                                              | Standort                                  | Bauzeit | Besonderheiten |
| --- | ------------------------------------------------- | ----------------------------------------- | ------- | -------------- |
| Bild gesucht Die Wikipedia wünscht sich an dieser Stelle ein Bild vom hier behandelten Ort. Falls du dabei helfen möchtest, erklärt die Anleitung , wie das geht. BW | Kirche Jesu Christi der Heiligen der Letzten Tage | Schölerberg 52° 15′ 46,3″ N, 8° 3′ 7,5″ O |         |                |

### Profanierte Kirchengebäude
| Abbildung | Name                                       | Standort                                  | Bauzeit         | Konfession             | Profaniert | Anmerkungen                                                               |
| --------- | ------------------------------------------ | ----------------------------------------- | --------------- | ---------------------- | ---------- | ------------------------------------------------------------------------- |
|           | Dominikanerkirche                          | Innenstadt 52° 16′ 44,2″ N, 8° 2′ 22,5″ O | 13. Jahrhundert | römisch-katholisch     | 1803       | Nutzung als Kaserne, seit 1991 Kunsthalle. Baudenkmal                     |
|           | Melanchthonkirche                          | Kalkhügel 52° 15′ 6,1″ N, 8° 2′ 36,5″ O   | 1962–1963       | evangelisch-lutherisch | 2015       | Umbau zur Tagespflegeeinrichtung sowie Wohnungen für Senioren. Baudenkmal |
|           | Atterkirche                                | Atter 52° 17′ 14,2″ N, 7° 56′ 39,7″ O     | 1962            | evangelisch-reformiert | 2008       | Umbau zum Stadtteiltreff                                                  |
|           | Gnadenkirche                               | Schinkel 52° 17′ 5,9″ N, 8° 4′ 54,6″ O    | 1960            | evangelisch-reformiert | 2008       | Abriss, Kirchturm erhalten                                                |
|           | Altes Gemeindehaus                         | Wüste                                     | 1959–1960       | Baptisten              | 1994       | Abriss                                                                    |
|           | Neuapstolische Kirche Osnabrück-Schinkel   | Schinkel 52° 16′ 48,2″ N, 8° 5′ 2,5″ O    | 1948            | Neuapostolische Kirche | 2017       | 2022 abgerissen                                                           |
|           | Neuapstolische Kirche Osnabrück-Eversburg  | Eversburg 52° 17′ 51,1″ N, 8° 0′ 28,6″ O  | 1958            | Neuapostolische Kirche | 2009       |                                                                           |
|           | Gutskapelle St. Aloisii (Schloss Honeburg) | Haste 52° 18′ 35,2″ N, 8° 1′ 54,6″ O      | 1866            | römisch-katholisch     | 2009       | Nutzung für standesamtliche Hochzeiten. Baudenkmal                        |

## Synagogen
| Abbildung | Name          | Standort                                 | Bauzeit   | Besonderheiten |
| --------- | ------------- | ---------------------------------------- | --------- | --- |
|           | Alte Synagoge | Weststadt 52° 16′ 25,7″ N, 8° 2′ 20″ O   | 1905      | Die Synagoge wurde am 9. November 1938, während des Novemberpogroms, in Brand gesetzt. Am selben Tag wurde der Abriss verfügt. |
|           | Neue Synagoge | Weststadt 52° 16′ 20,9″ N, 8° 0′ 56,2″ O | 1967–1969 | |

## Moscheen
| Abbildung | Name                      | Standort                                   | Bauzeit | Besonderheiten                                                                      |
| --- | ------------------------- | ------------------------------------------ | ------- | ----------------------------------------------------------------------------------- |
| | Bascharat-Moschee         | Eversburg 52° 18′ 2,2″ N, 8° 0′ 18,6″ O    |         | Sie wurde von der Ahmadiyya Muslim Jamaat im Rahmen des 100-Moscheen-Planes gebaut. |
| | Ibrahim-Al-Khalil-Moschee | Innenstadt 52° 16′ 28,3″ N, 8° 3′ 12,6″ O  |         | Baudenkmal                                                                          |
| Bild gesucht Die Wikipedia wünscht sich an dieser Stelle ein Bild vom hier behandelten Ort. Falls du dabei helfen möchtest, erklärt die Anleitung , wie das geht. BW | Bosnische Moschee         | Schölerberg 52° 16′ 3″ N, 8° 3′ 36,2″ O    |         |                                                                                     |
| Bild gesucht Die Wikipedia wünscht sich an dieser Stelle ein Bild vom hier behandelten Ort. Falls du dabei helfen möchtest, erklärt die Anleitung , wie das geht. BW | Fatih Camii               | Schinkel 52° 16′ 35,4″ N, 8° 4′ 29,2″ O    |         |                                                                                     |
| Bild gesucht Die Wikipedia wünscht sich an dieser Stelle ein Bild vom hier behandelten Ort. Falls du dabei helfen möchtest, erklärt die Anleitung , wie das geht. BW | Ayasofya Camii            | Schölerberg 52° 15′ 43,8″ N, 8° 3′ 41,8″ O |         |                                                                                     |
| Bild gesucht Die Wikipedia wünscht sich an dieser Stelle ein Bild vom hier behandelten Ort. Falls du dabei helfen möchtest, erklärt die Anleitung , wie das geht. BW | As-Salam-Moschee          | Schinkel 52° 16′ 29,8″ N, 8° 4′ 39,5″ O    |         |                                                                                     |
| Bild gesucht Die Wikipedia wünscht sich an dieser Stelle ein Bild vom hier behandelten Ort. Falls du dabei helfen möchtest, erklärt die Anleitung , wie das geht. BW | Mevlana-Moschee           | Innenstadt 52° 16′ 25,3″ N, 8° 3′ 27,8″ O  |         |                                                                                     |
| Bild gesucht Die Wikipedia wünscht sich an dieser Stelle ein Bild vom hier behandelten Ort. Falls du dabei helfen möchtest, erklärt die Anleitung , wie das geht. BW | Yeni Cami                 | Schölerberg 52° 16′ 1,8″ N, 8° 3′ 39,5″ O  |         | Diyatnet Türkisch-Islamischer Kulturverein (DITIB)                                  |